# Otto von Velsen

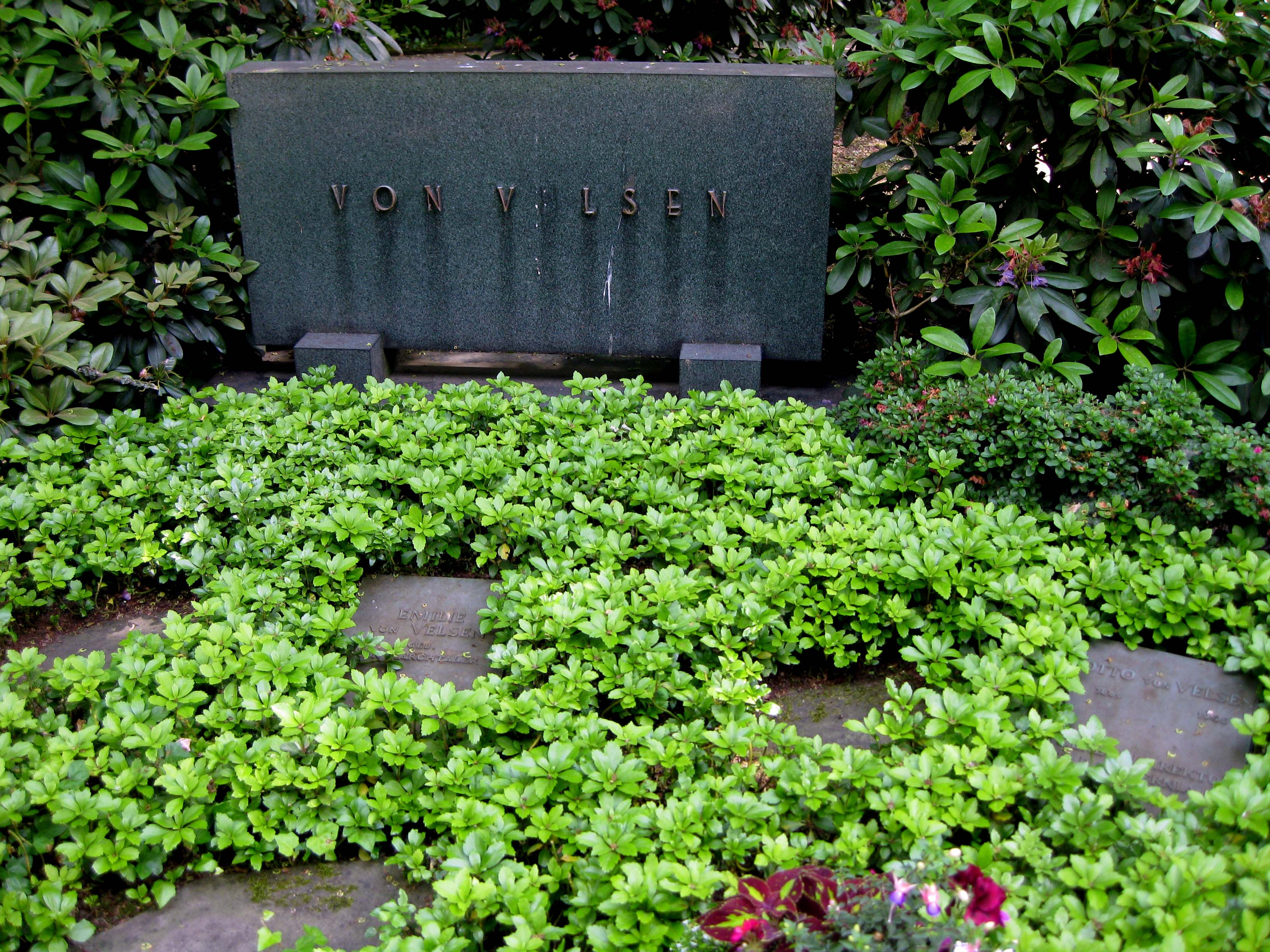
Grabanlage Otto von Velsens in Herne

Otto von Velsen (* 19. September 1869 in Dortmund; † 5. März 1945 in Berlin) war ein deutscher Bergbeamter und Unternehmer. Er war einer der Spitzenrepräsentanten des deutschen Steinkohlebergbaus in der Weimarer Republik.

## Familie
Otto von Velsens Eltern waren der königliche Bergrat Wilhelm von Velsen (1828–1894) und Caroline Vogt (1837–1917), genannt Schulze Höing. Sein jüngerer Bruder war der spätere Regierungspräsident von Hannover, Friedrich von Velsen (1871–1953). Seine Cousine war die Schriftstellerin und Frauenrechtlerin Dorothee von Velsen (1883–1970).

## Werdegang
Otto von Velsen besuchte eine Schule in Dortmund und im Evangelisch Stiftische Gymnasium Gütersloh, wo er 1889 auch die Reifeprüfung ablegte. Nach dem Studium wurde von Velsen 1897 als Assessor und 1898 als Bergassessor im Oberbergamtsbezirk Dortmund tätig. 1901 wechselte er als Berginspektor ins Oberschlesische Steinkohlenrevier nach Zabrze. Dort nahm er von 1904 bis 1917 die Position eines Bergwerksdirektors bzw. Direktors der Berginspektion in Knurów ein, 1910 erfolgte die Ernennung zum Bergrat, 1913 die Beförderung zum Oberbergrat. Von 1914 bis 1916 nahm er im Kürassier-Regiment „von Driesen“ (Westfälisches) Nr. 4 am Ersten Weltkrieg teil. Er wurde mit dem Eisernen Kreuz I. und II. Klasse ausgezeichnet und schied als Rittmeister d.R. aus.
Nach dem Ausscheiden aus dem Staatsdienst folgte von Velsen am 1. August 1917 Bergrat Heinrich Lindner (1857–1917) als Vorstand und Generaldirektor der im selben Jahr mehrheitlich in Staatseigentum übergegangenen Bergwerksgesellschaft Hibernia & Shamrock in Herne, zusätzlich war er seit 1926 Generaldirektor der Bergwerks-AG Recklinghausen. Beide Posten hielt er bis zum 1. Oktober 1935. 1918 und 1919 war er Mitglied des westfälischen Provinziallandtages und Stadtverordneter der Stadt Herne.
Neben zahlreichen Aufsichtsratsämtern, unter anderem beim Elektrizitätswerk Westfalen, der Preußischen Bergwerks- und Hütten-Aktiengesellschaft, der Oberbayrischen Aktiengesellschaft für Kohlenbergbau, dem Wasserwerk für das nördliche Westfälische Kohlenrevier, der Ruhrgasaktiengesellschaft, war Otto von Velsen vom 10. Januar 1921 bis zum 26. Mai 1933 Präsident der Industrie- und Handelskammer Bochum und Vorsitzender des Reichskohlenrats – eines vom Staat eingesetzten Gremiums, in dem Vertreter von Unternehmen, Arbeitnehmern, des Handels sowie sachkundige Experten allgemeine Fragen der Kohlenwirtschaft berieten. Darüber hinaus gehörte er dem Präsidium zahlreicher öffentlicher und wirtschaftlicher Verbände an, u. a. dem Vorstand des Bergbau-Vereins. Von 1920 an bis zu seinem Tode war er Vorsitzender des „Vereins zur Bekämpfung der Volkskrankheiten im Ruhrkohlengebiet e. V.“ mit Sitz in Gelsenkirchen.
In Berlin wurde er über seine eigentliche Arbeit hinaus insbesondere durch seine führende Rolle während des Ruhrkampfs und seine Mitwirkung an den späteren Verhandlungen und Abschlüssen zum MICUM-Abkommen als Mitglied der Sechserkommission bekannt.
1932 warnte er öffentlich vor dem Machtantritt Adolf Hitlers, so dass er aus politischen Gründen bis 1935 die meisten seiner Ämter niederlegen musste. Otto von Velsen verlegte seinen Wohnsitz nach Berlin-Zehlendorf, wo er 1945 verstarb. Seine Umbettung auf den Herner Südfriedhof geschah vermutlich gegen Ende der 1950er Jahre.